# William Coales
William Coales (Aldwinkle, 8 januari 1886 - Sudbury, 19 januari 1960), was een Brits atleet.

## Biografie
Coales won tijdens Olympische Zomerspelen 1908 in eigen land de gouden medaille met het Britse 3 mijlteam.

## Palmares

### 3 mijl team
- 1908:  OS - 6 punten